# Motociklistična Velika nagrada Belgije
Motociklistična Velika nagrada Belgije je bila motociklistična dirka svetovnega prvenstva med sezonama 1969 in 1990.

## Zmagovalci
| Leto | Dirkališče | 80 cm³               | 125 cm³            | 250 cm³            | 350 cm³         | 500 cm³           | Poročilo |
| ---- | ---------- | -------------------- | ------------------ | ------------------ | --------------- | ----------------- | -------- |
| 1990 | Spa        |                      | Hans Spaan         | John Kocinski      |                 | Wayne Rainey      | Poročilo |
| 1989 | Spa        |                      | Hans Spaan         | Jacques Cornu      |                 | Eddie Lawson      | Poročilo |
| 1988 | Spa        |                      | Jorge Martínez     | Sito Pons          |                 | Wayne Gardner     | Poročilo |
| 1986 | Spa        |                      | Domenico Brigaglia | Sito Pons          |                 | Randy Mamola      | Poročilo |
| 1985 | Spa        |                      | Fausto Gresini     | Freddie Spencer    |                 | Freddie Spencer   | Poročilo |
| 1984 | Spa        | Stefan Dörflinger    |                    | Manfred Herweh     |                 | Freddie Spencer   | Poročilo |
| Leto | Dirkališče | 50 cm³               | 125 cm³            | 250 cm³            | 350 cm³         | 500 cm³           | Poročilo |
| 1983 | Spa        |                      | Eugenio Lazzarini  | Didier de Radigues |                 | Kenny Roberts     | Poročilo |
| 1982 | Spa        |                      | Ricardo Tormo      | Anton Mang         |                 | Freddie Spencer   | Poročilo |
| 1981 | Spa        | Ricardo Tormo        |                    | Anton Mang         |                 | Marco Lucchinelli | Poročilo |
| 1980 | Zolder     | Stefan Dörflinger    | Angel Nieto        | Anton Mang         |                 | Randy Mamola      | Poročilo |
| 1979 | Spa        | Henk van Kessel      | Barry Smith        | Edi Stoellinger    |                 | Dennis Ireland    | Poročilo |
| 1978 | Spa        | Ricardo Tormo        | Pier Paolo Bianchi | Paolo Pileri       |                 | Wil Hartog        | Poročilo |
| 1977 | Spa        | Eugenio Lazzarini    | Pier Paolo Bianchi | Walter Villa       |                 | Barry Sheene      | Poročilo |
| 1976 | Spa        | Herbert Rittberger   | Angel Nieto        | Walter Villa       |                 | John Williams     | Poročilo |
| 1975 | Spa        | Julien van Zeebroeck | Paolo Pileri       | Johnny Cecotto     |                 | Phil Read         | Poročilo |
| 1974 | Spa        | Gerhard Thurow       | Angel Nieto        | Kent Andersson     |                 | Phil Read         | Poročilo |
| 1973 | Spa        | Jan de Vries         | Jos Schurgers      | Teuvo Länsivuori   |                 | Giacomo Agostini  | Poročilo |
| 1972 | Spa        | Angel Nieto          | Angel Nieto        | Jarno Saarinen     |                 | Giacomo Agostini  | Poročilo |
| 1971 | Spa        | Jan de Vries         | Barry Sheene       | Silvio Grassetti   |                 | Giacomo Agostini  | Poročilo |
| 1970 | Spa        | Aalt Toersen         | Angel Nieto        | Rod Gould          |                 | Giacomo Agostini  | Poročilo |
| 1969 | Spa        | Barry Smith          | Dave Simmonds      | Sanitiago Herrero  |                 | Giacomo Agostini  | Poročilo |
| 1968 | Spa        | Hans-Georg Anscheidt |                    | Phil Read          |                 | Giacomo Agostini  | Poročilo |
| 1967 | Spa        | Hans-Georg Anscheidt |                    | Bill Ivy           |                 | Giacomo Agostini  | Poročilo |
| 1966 | Spa        |                      |                    | Mike Hailwood      |                 | Giacomo Agostini  | Poročilo |
| 1965 | Spa        | Ernst Degner         |                    | Jim Redman         |                 | Mike Hailwood     | Poročilo |
| 1964 | Spa        | Ralph Bryans         |                    | Mike Duff          |                 | Mike Hailwood     | Poročilo |
| 1963 | Spa        | Isao Morishita       | Bert Schneider     | Fumio Ito          |                 | Mike Hailwood     | Poročilo |
| 1962 | Spa        | Ernst Degner         | Luigi Taveri       | Bob McIntyre       |                 | Mike Hailwood     | Poročilo |
| 1961 | Spa        |                      | Luigi Taveri       | Jim Redman         |                 | Gary Hocking      | Poročilo |
| 1960 | Spa        |                      | Ernst Degner       | Carlo Ubbiali      |                 | John Surtees      | Poročilo |
| 1959 | Spa        |                      | Carlo Ubbiali      |                    |                 | John Surtees      | Poročilo |
| 1958 | Spa        |                      | Alberto Gandossi   |                    | John Surtees    | John Surtees      | Poročilo |
| 1957 | Spa        |                      | Tarquinio Provini  | John Hartle        | Keith Campbell  | Libero Liberati   | Poročilo |
| 1956 | Spa        |                      | Carlo Ubbiali      | Carlo Ubbiali      | John Surtees    | John Surtees      | Poročilo |
| 1955 | Spa        |                      |                    |                    | Bill Lomas      | Giuseppe Colnago  | Poročilo |
| 1954 | Spa        |                      |                    |                    | Ken Kavanagh    | Geoffrey Duke     | Poročilo |
| 1953 | Spa        |                      |                    |                    | Fergus Anderson | Umberto Masetti   | Poročilo |
| 1952 | Spa        |                      |                    |                    | Geoffrey Duke   | Umberto Masetti   | Poročilo |
| 1951 | Spa        |                      |                    |                    | Geoffrey Duke   | Geoffrey Duke     | Poročilo |
| 1950 | Spa        |                      |                    |                    | Bob Foster      | Umberto Masetti   | Poročilo |
| 1949 | Spa        |                      |                    |                    | Freddie Frith   | Bill Doran        | Poročilo |